# Путцингер, Эмми
Эмми Путцингер (нем. Emmy Putzinger; 8 февраля 1921 года, Вена, Австрия) — фигуристка из Австрии, бронзовый призёр чемпионатов Европы 1937 и 1938 годов, четырёхкратная чемпионка Австрии 1936—1939 годов в женском одиночном катании. Участница зимних Олимпийских игр в 1936 году.

## Спортивные достижения
| Соревнования/Сезоны | 1935 | 1936 | 1937 | 1938 | 1939 | 1940 |
| ------------------- | ---- | ---- | ---- | ---- | ---- | ---- |
| Зимние Олимпиады    |      | 7    |      |      |      |      |
| Чемпионаты мира     |      | 4    | 5    | WD   | 6    |      |
| Чемпионаты Европы   | 13   |      | 3    | 3    | 5    |      |
| Чемпионаты Австрии  |      | 1    | 1    | 1    | 1    | 2    |

- * WD = Снялась с соревнования